# شرکت توسعه پلیمر پادجم

شرکت توسعه پلیمر پادجم (سهامی خاص) به‌عنوان مجری طرح تولید ABS/Rubber توسط شرکت پتروشیمی جم در سال ۱۳۹۴ شمسی تأسیس شد. این طرح در منطقه ویژه اقتصادی انرژی پارس (عسلویه) در زمینی به مساحت ۱۵هکتار، با ظرفیت تولید ۲۰۰٬۰۰۰ متریک تن ABS در سال و ۶۰٬۰۰۰ متریک تن Rubber در سال، تحت لایسنس Versalis-Eni S.p.A در حال احداث است. گفته می‌شود این طرح پلیمری که مهندسی پایه خود را ازشرکت Tecnimont دریافت کرده، قادر به تولید ۹ گرید ABS و ۳ محصول Rubber در ۷ گرید گوناگون (برای اولین بار و به صورت انحصاری در ایران) است. این طرح ۱۴ سال متوقف شده بود.  این شرکت که از شرکت های زیرمجموعه صندوق بازنشستگی کشوری است را جزو مهم‌ترین طرح‌های ملّی وزارت تعاون، کار و رفاه اجتماعی ایران به حساب می‌آورند.

## موقعیت
این مجتمع در زمینی به مساحت ۱۵ هکتار در فاز ۲ منطقه ویژه اقتصادی انرژی پارس در عسلویه ساخته شده است. با بهره‌برداری از این مجتمع، سالانه حدود ۲۰۰ هزار متریک تن ABS و حدود ۶۰ هزار متریک تن RUBBER تولید و از خروج قابل‌توجهی ارز از کشور جلوگیری می‌شود.

## چشم انداز
در چشم انداز این شرکت درج شده است که در نظر دارند با بهبود، توسعه و افزایش توان و ظرفیت تولید در مواد اولیه محصولات الاستومری و گریدهای مختلف ABS و Rubber، با نگرشی دانش‌بنیان، مشتری مدار و همسو با مسئولیت اجتماعی و سازمانی و با انتخاب مشتریان طراز اول، قطب تولید محصولات پلیمری در ایران شوند.

## ماموریت
در بخش ماموریت این شرکت نیز آورده شده که صیانت از امانت سهامداران، ارتباط موثر با مشتریان و تأمین نیاز های آنها، تعالی و بهبود مستمر تولید بر اساس استانداردهای جهانی، افزایش سهم محصولات شرکت در بازارهای جهانی و پوشش بازارهای هدف، دستیابی به دستاوردهای مورد نظر مالی و تکیه برخلاقیت، نوآوری و همگرایی در منابع سازمانی به عنوان ماموریت کاری این شرکت عنوان شده است.

## هیئت مدیره
اعضای هیئت مدیره این شرکت عبارتند از:
- محمد صفری، رئیس هیئت مدیره
- سید جواد فلاحیان، مدیر عامل و نایب رئیس هیئت مدیره
- محمد هاشم نجفی اردکانی، عضو هیئت مدیره
- اردلان نجاح، عضو هیئت مدیره
- احمد پنجه پور، عضو هیئت مدیره
- پیمان طاهرزاده، مشاور مدیر عامل و دبیر هیئت مدیره